# Бильлях (приток Бытантая)
Бильля́х (также Биллях, Биллээх) — река в Республики Саха. Правый приток Бытантая. Длина реки — 200 км. Площадь водосборного бассейна — 3740 км².
Река берет начало в Верхоянском районе на Янском плоскогорье на высоте более 800 м над уровнем моря. От истока течёт на запад. В верховьях принимает через протоку сток из небольшого озера Бильлях-Кёлюете и поворачивает на север. Русло участками заболочено. Населённые пункты на реке отсутствуют. Впадает в Бытантай по правому берегу в Эвено-Бытантайском национальном улусе на отметке 429 м над уровнем моря, немного выше по течению села Джаргалах, в 356 км от впадения Бытантая в Яну. Ширина перед устьем — 37-52 м при глубине 0,6-1 м; скорость течения в низовьях составляет 0,6 м/с. Замерзает с первой половины октября до конца мая-начала июня.

## Основные притоки
Указаны притоки длиной 20 км и более
| Название    | Расстояние от устья | Длина | Положение |
| ----------- | ------------------- | ----- | --------- |
| Талалах     | 9,5                 | 42    | левый     |
| Иесердях    | 12                  | 29    | правый    |
| Оюн-Юряге   | 38                  | 74    | правый    |
| Бутугас     | 87                  | 28    | левый     |
| Меникян     | 91                  | 20    | правый    |
| Чубукалах   | 128                 | 21    | правый    |
| Ураса-Юряге | 138                 | 23    | левый     |
| Амбар-Юряге | 142                 | 36    | левый     |
| Тюбелях     | 155                 | 33    | левый     |
| Антыгыння   | 175                 | 28    | левый     |

## Данные водного реестра
По данным государственного водного реестра России и геоинформационной системы водохозяйственного районирования территории РФ, подготовленной Федеральным агентством водных ресурсов:
- Бассейновый округ — Ленский
- Речной бассейн — Яна
- Речной подбассейн — Яна ниже впадения Адычи
- Водохозяйственный участок — Бытантай
- Код водного объекта — 18040300112117700023890